# Лайтбанк
«Лайтба́нк» — бывший московский частный банк. Специализировался на работе с российскими экспортерами и импортерами товаров из Китайской Народной Республики.

## Общая информация
ЛайтБанк — коммерческий банк, зарегистрированный в декабре 1994 года. Лицензия Банка России 3177 от 13 декабря 1994 года. Специализируется на работе с корпоративным сектором. С декабря 2004 года стал участником Системы страхования вкладов. Бенефициарами банка выступают 8 физических лиц. Активы ЛайтБанка на 1 июня 2014 года составили 2,8 млрд рублей. Пассивы на 75 % сформированы за счет остатков на расчетных и депозитных счетах компаний-клиентов, на депозиты физлиц приходится 4 %, выпущенные векселя — 10 %, собственные средства (капитал и резервы) — 11 %. Обороты по счетам клиентов составляют около 2 млрд рублей ежемесячно.
Основным направлением деятельности банка является кредитование субъектов малого и среднего бизнеса. Большую часть клиентов составляют компании, участники внешнеэкономической деятельности. Одним из основных векторов движения ЛайтБанка является финансирование развития торговых отношений с Китайской Народной Республикой. ЛайтБанк имеет корреспондентские отношения с Bank of China, China Construction Bank, ICBC и другими значимыми банками Китая.
В августе 2014 года ЛайтБанк первым эмитировал полнофункциональные рублевые и юаневые карты China UnionPay (UnionPay Classic, UnionPay Gold, UnionPay Platinum) на территории Российской Федерации. Впервые Лайтбанк предоставил возможность прямых денежных переводов на карты UnionPay любого эмитента. C ноября 2014 года Лайтбанк является одним из наиболее активных участников торгов в паре «рубль/юань» на Московской бирже. С февраля 2015 года Лайтбанк будет финансировать проекты компании Tmall Global (входит в Alibaba Group). В августе 2015 года Лайтбанк стал стратегическим партнером автомобильной марки Haval (принадлежит Great Wall Motors) на территории Российской Федерации.
29 марта 2018 года Центробанк отозвал лицензию на осуществление банковских операций у Лайтбанка.
Решение принято в связи с неисполнением кредитной организацией федеральных законов, регулирующих банковскую деятельность, а также нормативных актов ЦБ, учитывая неоднократное применение в течение одного года мер, предусмотренных ФЗ «O Центральном банке Российской Федерации (Банке России)», принимая во внимание наличие реальной угрозы интересам кредиторов и вкладчиков.